# Geschützter Landschaftsbestandteil 2 Stieleichen (Wache)
Der Geschützte Landschaftsbestandteil 2 Stieleichen (Wache) mit liegt südöstlich von Hallenberg im Hochsauerlandkreis. Das Gebiet wurde 2004 bei der Aufstellung des Landschaftsplans Hallenberg durch den Kreistag des Hochsauerlandkreises als Geschützter Landschaftsbestandteil (LB) ausgewiesen. Der LB liegt mitten im Naturschutzgebiet Wache.

## Gebietsbeschreibung
Der Landschaftsplan (LP) führt zum LB aus: „Zwei Eichen mit ausgeprägter Krone im orchideenreichen, feuchten Weidegrünland. Der Stammdurchmesser der Bäume beträgt ca. 65 cm.“ Im LP ist das Gebot enthalten eine verrostete LKW-Fahrerkabine ist zu entfernen.

## Verbote und Gebote
Wie bei allen geschützten Landschaftsbestandteilen besteht nach § 29 Abs. 2 BNatschG das Verbot, dieses zu beschädigen, auszureißen, auszugraben oder Teile davon abzutrennen oder auf andere Weise in seinem Wachstum oder Erscheinungsbild zu beeinträchtigen. Eine ordnungsgemäße Pflege ist vom Verbot ausgenommen. Es ist auch verboten Stoffe oder Gegenstände im Bereich des Geschützten Landschaftsbestandteils anzubringen, zu lagern, abzulagern, einzuleiten oder sich ihrer in anderer Weise zu entledigen, die das Erscheinungsbild oder den Bestand des Geschützten Landschaftsbestandteils gefährden oder beeinträchtigen können. Dies gilt auch für organische oder mineralische Düngemittel und Futtermittel. Sofern Gehölze zerstört bzw. beschädigt werden, kann die Untere Naturschutzbehörde eine Ersatzpflanzung oder ein Ersatzgeld festsetzten.